# Lithomoia
Lithomoia är ett undersläkte av fjärilar som beskrevs av Jacob Hübner 1821. Lithomoia ingår i släktet Xylena och familjen nattflyn, Noctuidae.

## Dottertaxa tillLithomoia, i alfabetisk ordning[1][3]
- Xylena (Lithomoia) buckwelli Rungs, 1952
- Xylena (Lithomoia) germana Morrison, 1875
- Xylena (Lithomoia) lunifera Warren, 1910
- Xylena (Lithomoia) solidaginis Hübner, 1803, Grått mantelfly